# Tara Peterson
Tara Peterson (ur. 28 maja 1991 w Burnsville) – amerykańska curlerka, olimpijka z Pekinu 2022, brązowa medalistka mistrzostw świata.

## Udział w zawodach międzynarodowych

### Kariera juniorska
| Rok  | Impreza                                     | Gospodarz | Skip drużyny      | Pozycja | Miejsce    |
| ---- | ------------------------------------------- | --------- | ----------------- | ------- | ---------- |
| 2009 | Mistrzostwa Świata Juniorów w Curlingu 2009 | Vancouver | Alexandra Carlson | druga   | 5. miejsce |
| 2010 | Mistrzostwa Świata Juniorów w Curlingu 2010 | Flims     | Alexandra Carlson | druga   | 3. miejsce |
| 2011 | Mistrzostwa Świata Juniorów w Curlingu 2011 | Perth     | Rebecca Hamilton  | trzecia | 5. miejsce |

### Kariera seniorska
| Rok  | Impreza                                   | Gospodarz  | Skip drużyny      | Pozycja     | Miejsce     |
| ---- | ----------------------------------------- | ---------- | ----------------- | ----------- | ----------- |
| 2014 | Mistrzostwa Świata Kobiet w Curlingu 2014 | Saint John | Allison Pottinger | rezerwowa   | 6. miejsce  |
| 2015 | Mistrzostwa Świata Kobiet w Curlingu 2015 | Sapporo    | Aileen Sormunen   | druga       | 10. miejsce |
| 2021 | Mistrzostwa Świata Kobiet w Curlingu 2021 | Calgary    | Tabitha Peterson  | otwierająca | 3. miejsce  |
| 2022 | Zimowe Igrzyska Olimpijskie 2022          | Pekin      | Tabitha Peterson  | otwierająca | 6. miejsce  |